# Belecska, Tolna
Belecska  este un sat în districtul Tamás, județul Tolna, Ungaria, având o populație de 398 de locuitori (2011). 

## Demografie
Componența etnică a satului Belecska
     Maghiari (96,34%)
     Romi (2,35%)
     Germani (1,31%)
Componența confesională a satului Belecska
     Fără religie (41,21%)
     Luterani (9,3%)
     Reformați (3,77%)
     Necunoscută (45,73%)
Conform recensământului din 2011, satul Belecska avea 398 de locuitori. Din punct de vedere etnic, majoritatea locuitorilor (96,34%) erau maghiari, existând și minorități de romi (2,35%) și germani (1,31%). Nu există o religie majoritară, locuitorii fiind persoane fără religie (41,21%), luterani (9,3%) și reformați (3,77%). Pentru 45,73% din locuitori nu este cunoscută apartenența confesională.